# Hydnellum
Genre
Synonymes
- Calodon P. Karst.[2]
- Phaeodon J. Schröt.[2]

Hydnellum est un genre de champignons de la famille des Bankeraceae, dans l'ordre des Thelephorales. 

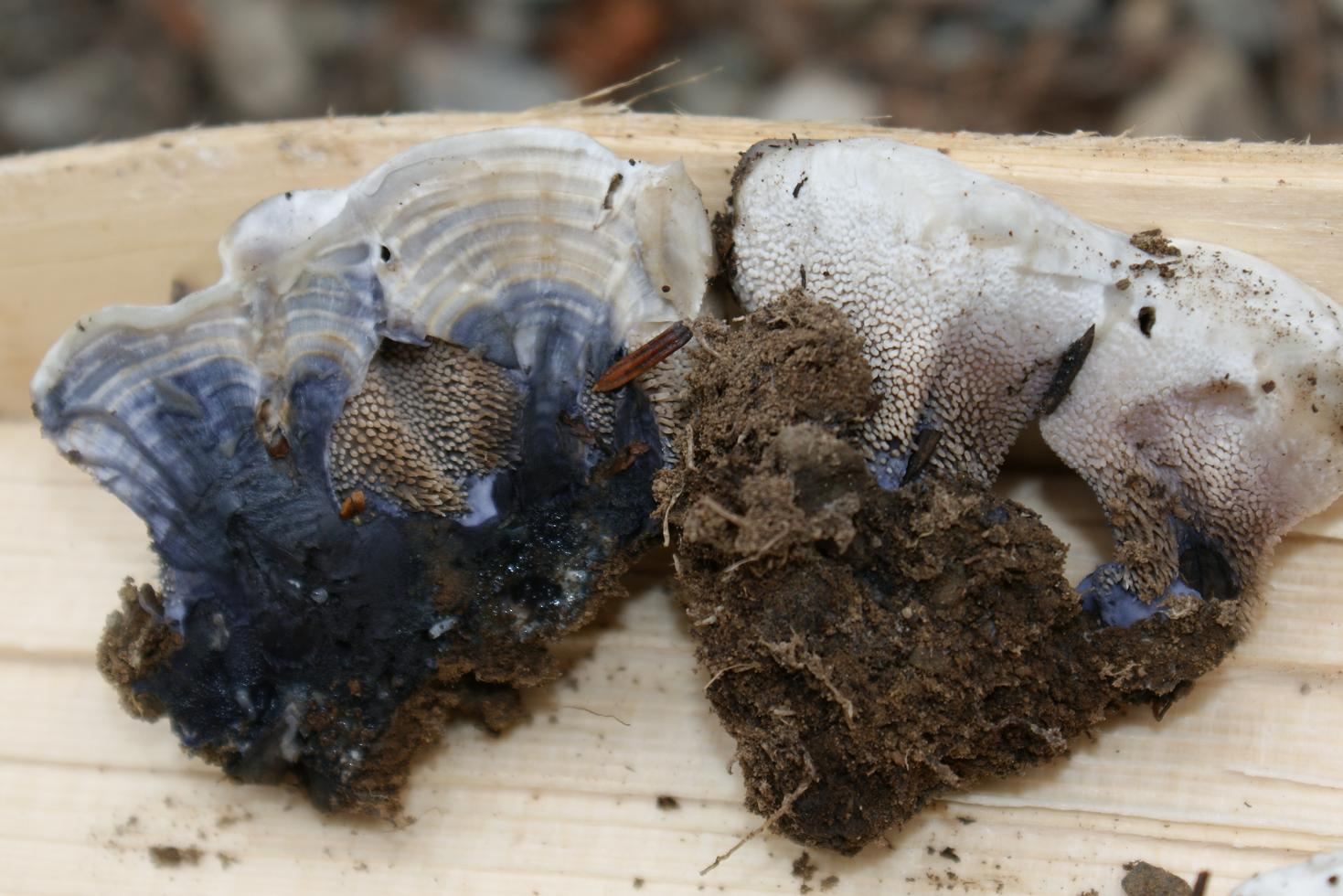
Hydnellum suaveolens, l’espèce type.

## Liste d'espèces
Selon BioLib (11 juillet 2018) :
- Hydnellum aurantiacum (Batsch) P. Karst.
- Hydnellum auratile (Britzelm.) Maas Geest.
- Hydnellum caeruleum (Hornem.) P. Karst.
- Hydnellum chrysinum K.A. Harrison
- Hydnellum coalitum Maas Geest.
- Hydnellum compactum (Pers.) P. Karst.
- Hydnellum complicatum Banker
- Hydnellum concrescens (Pers.) Banker
- Hydnellum cristatum (Bres.) Stalpers
- Hydnellum cruentum K.A. Harrison
- Hydnellum crustulinum Maas Geest.
- Hydnellum cumulatum K.A. Harrison
- Hydnellum cyanodon K.A. Harrison
- Hydnellum cyanopodium K.A. Harrison
- Hydnellum earlianum Banker
- Hydnellum ferrugineum (Fr.) P. Karst.
- Hydnellum floriforme (Schaeff.) Banker
- Hydnellum fraudulentum Maas Geest.
- Hydnellum frondosum K.A. Harrison
- Hydnellum geogenium (Fr.) Banker
- Hydnellum gracilipes (P. Karst.) P. Karst.
- Hydnellum mirabile (Fr.) P. Karst.
- Hydnellum multiceps K.A. Harrison
- Hydnellum nigellum K.A. Harrison
- Hydnellum papuanum Maas Geest.
- Hydnellum peckii Banker
- Hydnellum regium K.A. Harrison
- Hydnellum scleropodium K.A. Harrison
- Hydnellum scrobiculatum (Fr.) P. Karst.
- Hydnellum septentrionale K.A. Harrison
- Hydnellum singeri Maas Geest.
- Hydnellum spongiosipes (Peck) Pouzar
- Hydnellum staurastrum Maas Geest.
- Hydnellum suaveolens (Scop.) P. Karst.
- Hydnellum subzonatum K.A. Harrison
- Hydnellum tardum Maas Geest.

Selon Catalogue of Life (11 juillet 2018) :
- Hydnellum aurantiacum (Batsch) P. Karst. 1879
- Hydnellum auratile (Britzelm.) Maas Geest. 1959
- Hydnellum caeruleum (Hornem.) P. Karst. 1879
- Hydnellum chrysinum K.A. Harrison 1964
- Hydnellum coalitum Maas Geest. 1975
- Hydnellum compactum (Pers.) P. Karst. 1879
- Hydnellum complicatum Banker 1906
- Hydnellum concrescens (Pers.) Banker 1906
- Hydnellum conigenum (Peck) Banker 1906
- Hydnellum cristatum (Bres. ex G.F. Atk.) Stalpers 1993
- Hydnellum cruentum K.A. Harrison 1961
- Hydnellum crustulinum Maas Geest. 1971
- Hydnellum cumulatum K.A. Harrison 1964
- Hydnellum cyanodon K.A. Harrison 1964
- Hydnellum cyanopodium K.A. Harrison 1964
- Hydnellum dianthifolium Loizides, Arnolds & P.A. Moreau 2016
- Hydnellum earlianum Banker 1906
- Hydnellum ferrugineum (Fr.) P. Karst. 1879
- Hydnellum floriforme (Schaeff.) Banker 1906
- Hydnellum fraudulentum Maas Geest. 1971
- Hydnellum frondosum K.A. Harrison 1961
- Hydnellum geogenium (Fr.) Banker 1913
- Hydnellum gracilipes (P. Karst.) P. Karst. 1879
- Hydnellum longidentatum Coker 1939
- Hydnellum mirabile (Fr.) P. Karst. 1879
- Hydnellum multiceps K.A. Harrison 1961
- Hydnellum nigellum K.A. Harrison 1964
- Hydnellum papuanum Maas Geest. 1971
- Hydnellum peckii Banker 1912
- Hydnellum regium K.A. Harrison 1964
- Hydnellum rickeri Banker 1913
- Hydnellum scleropodium K.A. Harrison 1964
- Hydnellum scrobiculatum (Fr.) P. Karst. 1879
- Hydnellum septentrionale K.A. Harrison 1964
- Hydnellum singeri Maas Geest. 1969
- Hydnellum spongiosipes (Peck) Pouzar 1960
- Hydnellum staurastrum Maas Geest. 1971
- Hydnellum suaveolens (Scop.) P. Karst. 1879
- Hydnellum subzonatum K.A. Harrison 1961
- Hydnellum tardum Maas Geest. 1975

Selon Index Fungorum (11 juillet 2018) :
- Hydnellum aurantiacum (Batsch) P. Karst. 1879
- Hydnellum auratile (Britzelm.) Maas Geest. 1959
- Hydnellum caeruleum (Hornem.) P. Karst. 1879
- Hydnellum carbunculus Secr. ex Banker 1906
- Hydnellum chrysinum K.A. Harrison 1964
- Hydnellum coalitum Maas Geest. 1975
- Hydnellum compactum (Pers.) P. Karst. 1879
- Hydnellum complicatum Banker 1906
- Hydnellum concrescens (Pers.) Banker 1906
- Hydnellum conigenum (Peck) Banker 1906
- Hydnellum cristatum (Bres. ex G.F. Atk.) Stalpers 1993
- Hydnellum cruentum K.A. Harrison 1961
- Hydnellum crustulinum Maas Geest. 1971
- Hydnellum cumulatum K.A. Harrison 1964
- Hydnellum cyanodon K.A. Harrison 1964
- Hydnellum cyanopodium K.A. Harrison 1964
- Hydnellum dianthifolium Loizides, Arnolds & P.-A. Moreau 2016
- Hydnellum earlianum Banker 1906
- Hydnellum ferrugineum (Fr.) P. Karst. 1879
- Hydnellum floriforme (Schaeff.) Banker 1906
- Hydnellum fraudulentum Maas Geest. 1971
- Hydnellum frondosum K.A. Harrison 1961
- Hydnellum geogenium (Fr.) Banker 1913
- Hydnellum gracilipes (P. Karst.) P. Karst. 1879
- Hydnellum longidentatum Coker 1939
- Hydnellum mirabile (Fr.) P. Karst. 1879
- Hydnellum multiceps K.A. Harrison 1961
- Hydnellum nigellum K.A. Harrison 1964
- Hydnellum papuanum Maas Geest. 1971
- Hydnellum peckii Banker 1912
- Hydnellum regium K.A. Harrison 1964
- Hydnellum rickeri Banker 1913
- Hydnellum sanguinarium Banker 1906
- Hydnellum scleropodium K.A. Harrison 1964
- Hydnellum scrobiculatum (Fr.) P. Karst. 1879
- Hydnellum septentrionale K.A. Harrison 1964
- Hydnellum singeri Maas Geest. 1969
- Hydnellum spongiosipes (Peck) Pouzar 1960
- Hydnellum staurastrum Maas Geest. 1971
- Hydnellum suaveolens (Scop.) P. Karst. 1879
- Hydnellum subzonatum K.A. Harrison 1961
- Hydnellum tardum Maas Geest. 1975
- Hydnellum velutinum (Fr.) P. Karst. 1879